# 陳慧劍
陳慧劍（1925年7月21日—2001年4月12日），原名陳永年，曾多次改名，另有筆名上官慧劍、史奇書、韓林、韓相、沙佛林、杜魚庵、竺聖狐、支道明、杜餘安、杜荒月等，江蘇泗陽老陳圩人，臺灣作家、記者、教師、主編、佛教居士。

## 生平

### 早年時期
出生於1925年農曆六月初一，父親為陳海涵，母親為史廣才，為家中長孫，由祖父命名為永年。六歲時被土匪綁票達三個月餘，因睡臥於地自此胃痛纏身。年少時數度失學、留級，未完成初高中教育，也曾依私塾讀少少的國學。

### 軍職時期
1943年，自高一退學後不告離家，南走江西投入軍旅，自軍隊幹訓班學生作起，因環境惡劣，數次重度傷病。1945年升任准尉，兩年後任少尉排長，因厭棄軍事離隊出走，任江蘇徐州警察局之巡官。1948年，與吳延琦在徐州締婚。1949年隻身南下歸返部隊，官階上尉，同年隨軍撤至舟山群島。在舟山群島之岱山島皈依結識僅三個月的靜安和尚，師賜法名妙悟，自此成為佛弟子。次年撤退來台。1951年獲選為國軍第三屆「克難英雄」，同年第一次發表佛教文章，此後陸續以陳銳、上官慧劍等名發表作品於報紙及佛教刊物。1955年，在高雄市與楊筱孟結為婚侶。1957年，首本著作《天網》出版，乃佛教之散文小說集。1959年以步兵上尉退役，同年底以百日完成「拜佛十萬」。

### 教職時期
1960年，受聘任《中央日報》駐花蓮光復瑞穗記者，九月起並任花蓮光復國小代課老師一年。1962年辭掉記者職位，受星雲法師邀請至台北任《覺世旬刊》主編之職約三個月，同年參加國軍軍官轉業特種考試，獲「甲種人事行政人員」及格，11月起，任自立、惟慈兩法師的《慈航季刊》執行編輯，共八年。1963年，為悟明法師撰其自述《仁恩夢存》，同時受法師影響以生日為「母難日」，為母親唸佛迴向，該年為立法委員董正之主編之《民主憲政》撰「非洲專欄」。1964年完成《弘一大師傳》並自資印行。1965年起任《慧炬月刊》主編一年。1968年，參加「國軍退除役官兵轉業初中教師考試」獲得錄取，同年被分發至臺北縣淡水國民中學任國文教師，9月起兼任私立東南工專學校國文講師四年。1970年，《弘一大師傳》獲中山學術文化基金會之「傳記文學獎」。1971年通過中學教師檢定考試，取得高中國文教師資格，是年轉任台北市立商業職業學校（今士林高商）國文教師。1977年，出任天華出版社首任總編輯，此後九年主導出版眾多的佛學典籍。1981年為證嚴法師寫〈證嚴法師的慈濟世界〉一文，後慈濟基金會集印成冊以廣傳播。1983年結識苗栗縣九華山大興善寺主持福慧尼師，私淑其為弘一法師之外的導師。1984年，因天華出版社未執行新編《護生畫集》計劃，自感失信於教界而辭去總編緝一職。1986年，受證嚴法師之邀，出任該會慈濟文化中心及慈濟《道侶》雜誌社總編輯。1989年，自士林高商退休。

### 退休時期
1990年創辦《龍樹雜誌》。1995年創辦中華民國弘一大師紀念學會，1999年自學會理事長之職卸任。2001年3月為釐清弘一大師俗家日籍妻子的真名，強壓已患有淋巴癌的不適之軀赴香港九龍圖書館連續工作四天。返台後急速惡化，於4月12日晚間7點檢查途中心臟宿疾突發去世。

## 家庭
陳慧劍育有陳弱水等子女。

## 作品

### 著作
- 《天網》（散文小說集），民四十六年
- 《心靈的畫師》（中篇小說），民五十年
- 《弘一大師傳》（傳記），民五十四年
- 《孽海花魂》（中篇小說），民五十年
- 《水晶夜》（散文小說集），民五十八年
- 《寒山子研究》，民六十五年
- 《通靈寶玉》（散文），民六十五年
- 《入聲字箋論》，民六十六年
- 《當代佛門人物》，民七十二年
- 《英雄寂寞》，民七十二年
- 《慧葉箋》（序跋），民七十六年
- 《薝蔔林外集》，民七十七年
- 《杜魚庵學佛荒史》，民七十九年
- 《正法論》，民八十三年
- 《弘一大師論》，民八十五年
- 《中國末代禪師》，民八十七年
- 《明鏡台》，民九十年[5]

### 譯註作
- 《法句譬喻經今譯》，民七十三年
- 《無量義經今譯》，民七十七年
- 《維摩詰經今譯》，民七十九年
- 《修多羅頌歌》，民八十二年[5]

### 編作
- 《虛雲和尚年譜》，民六十六年
- 《靜坐三昧集》，民六十六年
- 《四居士書》，民六十六年
- 《名山遊訪記》，民七十六年
- 《成唯識論測疏》，民七十八年
- 《弘一大師永懷錄新編》，民八十年
- 《僧寶之光》，民八十二年
- 《聖比丘尼列傳》，民八十二年
- 《優婆塞列傳》，民八十三年
- 《優婆夷列傳》，民八十四年
- 《法水長流》，民八十五年
- 《門前風景異》，民八十五年
- 《弘一大師有關人物論文集》，民八十七年[5]